# Покуховне
Покуховне — податок на прибуток від проданої вроздріб горілки. Поширений у Лівобережній Україні в 17—18 ст. Назва утворилася від міри місткості — куфи (кухви). Розмір податку залежав від розміру куфи і становив від 1 рубля 50 копійок до 3 рублів.